# ميناندز (نيويورك)
ميناندز (بالإنجليزية: Menands, New York)‏ هي منطقة سكنية تقع في الولايات المتحدة في نيويورك (ولاية). يقدر عدد سكانها بـ 3,990 نسمة .